# Gosne
Die Gosne ist ein kleiner Fluss in Frankreich, die im Département Creuse in der Region Nouvelle-Aquitaine verläuft. Sie entspringt im nordwestlichen Gemeindegebiet von Saint-Michel-de-Veisse, entwässert in mehreren Schleifen generell in westlicher Richtung und mündet nach rund 19 Kilometern im Gemeindegebiet von Saint-Hilaire-le-Château als rechter Nebenfluss in den Taurion.

## Orte am Fluss
(Reihenfolge in Fließrichtung)
- Massigout, Gemeinde Saint-Sulpice-les-Champs
- Ventenat, Gemeinde Saint-Sulpice-les-Champs
- Le Monteil, Gemeinde Saint-Georges-la-Pouge
- Le Puy Chalard, Gemeinde Saint-Georges-la-Pouge
- Saint-Hilaire-le-Château

## Sehenswürdigkeiten
- Pont-Périt (auch Pont Péri geschrieben), Brücke über den Fluss aus gallo-römischer Zeit bei Saint-Hilaire-le-Château – Monument historique[4]